# The Broads

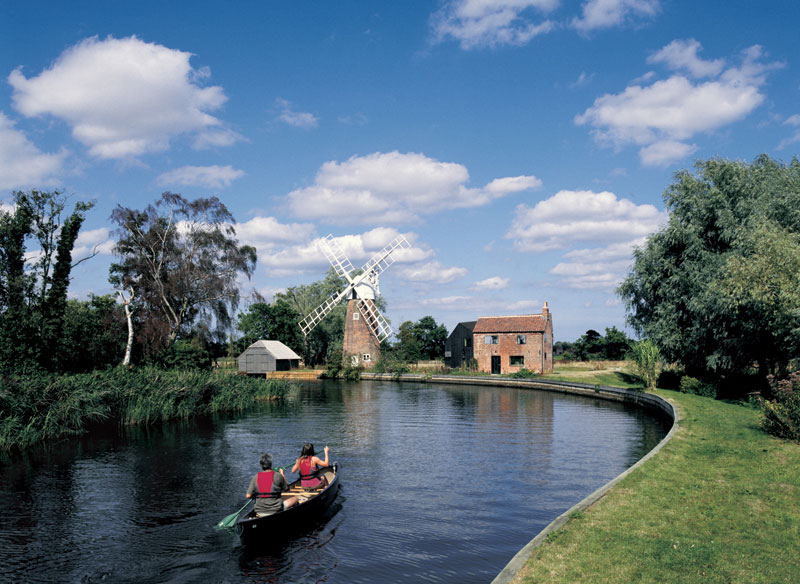
Krajina v The Broads

The Broads je národní park na jihovýchodě Anglie. Zaujímá rozlohu 303 km² na hranici hrabství Norfolk a Suffolk. Je to plochá krajina protkaná řekami (Yare, Bure, Ant) a četnými umělými průplavy, využívaná především pro vodní turistiku (délka splavných vodních cest je přes 200 km). Charakteristickými orientačními body jsou větrné mlýny. Národní park byl vyhlášen v roce 1988, roku 2009 byl vydán zvláštní zákon The Broads Authority Act na posílení ochrany místní přírody. V The Broads se vyskytuje chráněné vodní ptactvo, například kachna divoká nebo potápka roháč. Ve středověku se zde hojně těžila rašelina. Vážným problémem oblasti, vzhledem k pomalému toku a mělkosti řek, je eutrofizace.
Arthur Ransome umístil do oblasti The Broads děj své knihy Klub Lysek.